# Correo del Sur (periódico)
Correo del Sur es un diario boliviano publicado en Sucre. Fue fundado por Fernando Ortiz Sanz el 29 de noviembre de 1987.
El periódico atiende los departamentos de Chuquisaca, Potosí y Tarija.